# Paolo Nicolai
Paolo Nicolai (Ortona, 6 de agosto de 1988) es un deportista italiano que compite en voleibol, en la modalidad de playa.
Participó en tres Juegos Olímpicos de Verano, obteniendo la medalla de plata en Río de Janeiro 2016 (haciendo pareja con Daniele Lupo) y el quinto lugar en Londres 2012 y en Tokio 2020.
Ganó cuatro medallas en el Campeonato Europeo de Vóley Playa entre los años 2014 y 2020.

## Palmarés internacional
| Juegos Olímpicos   | Juegos Olímpicos           | Juegos Olímpicos  | Juegos Olímpicos |
| Año                | Lugar                      | Medalla           | Pareja           |
| ------------------ | -------------------------- | ----------------- | ---------------- |
| 2016               | Río de Janeiro (Brasil)    | Medalla de plata  | Daniele Lupo     |
| Campeonato Europeo |                            |                   |                  |
| Año                | Lugar                      | Medalla           | Pareja           |
| 2014               | Quartu Sant'Elena (Italia) | Medalla de oro    | Daniele Lupo     |
| 2016               | Biel/Bienne (Suiza)        | Medalla de oro    | Daniele Lupo     |
| 2017               | Jūrmala (Letonia)          | Medalla de oro    | Daniele Lupo     |
| 2020               | Jūrmala (Letonia)          | Medalla de bronce | Daniele Lupo     |